# مردی از مزرعه‌های بهشتی
مردی از مزرعه‌های بهشتی (به انگلیسی: The Man from Elysian Fields) فیلمی محصول سال ۲۰۰۱ و به کارگردانی جورج هیکنلوپر است. در این فیلم بازیگرانی همچون اندی گارسیا، میک جگر، اولیویا ویلیامز، جولیانا مارگولیس، میکائل ده بار، جیمز کابرن، آنجلیکا هیوستون و ریچارد برادفورد ایفای نقش کرده‌اند.